# Б-33
Б-33 — подводная лодка проекта 641, заводской номер — 792.

## История строительства
10.09.1960 зачислена в списки кораблей ВМФ, 03.02.1961 заложена на эллинге ССЗ «Судомех» в гор. Ленинград как большая подводная лодка, экипаж временно подчинен 39-й обрстремпл ЛенВМБ, 27.04.1961 спущена на воду, 27.11.1961 вступила в строй, 13.12.1961 включена в состав 37-й дпл КБФ (гор. Лиепая).

## История службы
09.04.1962 год — перечислена в состав 4-й Эскпл СФ (Екатерининская гавань). 05.1962 — по внутренним водным путям переведена из гор. Ленинград в гор. Северодвинск для подготовки к межфлотскому переходу. 1962 — совершила межфлотский переход в составе ЭОН-72 по трассе Севморпути из Екатерининской гавани в бухту Тарья на Камчатке, 20.10.1962 — перечислена в состав 182-й брпл 15-й Эскпл ТОФ (б. Тарья). 1965 — перечислена в состав 8-го однпл 15-й Эскпл КТОФ (б. Бечевинская), 18.06.1971 — перечислена в состав 182-й обрпл 15-й Эскпл КТОФ с прежним местом базирования. 1986 — перечислена в состав 4-й брремпл КТОФ (б. Золотой Рог). 24.06.1991 — исключена из состава ВМФ в связи со сдачей в ОФИ для демонтажа и реализации.

## Аварийные происшествия
1987 год 18 февраля
При отработке элементов курсовой задачи в полигоне БП на перископной глубине произошло возгорание кабельных в результате короткого замыкания нештатного предохранителя и возгорание отсечного щита № 1 во 2-м отсеке, ПЛ всплыла в надводное положение, через 4 минуты дан ЛОХ во 2-й отсек из 1-го. При выводе личного состава из 2-го отсека в ЦП тот также был загазован, в результате чего командир перенес ГКП на мостик. Через 8 минут произошло возгорание на кормовой переборке 1-го отсека, дан ЛОХ в 1-й отсек. Во избежание взрыва боезапаса, поскольку отключением батарейных автоматов и подачей ЛОХ в отсеки пожар локализовать не удалось, командир принял решение затопить 1-й отсек с одновременной посадкой на мель у о. Аскольд, что и было выполнено в 17:51. Подошедший «ПЖК-515» начал тушить пожар через торпедопогрузочный люк и эвакуировал 5 человек из 1-го отсека. Пожар полностью потушен после прибытия спасательных сил в 18:20. В 08:35 20 февраля ПЛ снята с мели, начата буксировка в базу, однако тление в отсеках наблюдалось ещё до тех пор, пока не была расшинована АБ в 12:30 21 февраля. В результате аварии 5 человек погибло и 15 человек получили отравление окисью углерода различной степени.
1991 год 25 января
После проводимых накануне работ по выгрузке торпедного боезапаса и спрямлению пл продуванием носовой группы ЦГБ экипаж убыл с ПЛ, не приведя в исходное положение механизмы и не осушив торпедные аппараты. Силами дежурно-вахтенной службы в соответствии с указанием КБЧ-5 начаты работы по осушению торпедных аппаратов. Дежурный торпедист, матрос с низкой специальной подготовкой, действуя бесконтрольно, попытался осушить торпедные аппараты открыванием задних крышек и сливом воды в трюм, что привело к затоплению 1-го отсека. Попытка осушить 1-й отсек ГОНом не удалась, продувание носовой группы ЦГБ из-за малого запаса ВВД не дало требуемого результата, нос ПЛ притопился, вследствие чего оказался в воде и загорелся кабель питания с берега. Неграмотные действия дежурно-вахтенной службы, а также прибывших СПК и НШ бригады привели к обесточению ПЛ, покиданию личным составом в негерметичном состоянии, затоплению других отсеков вместо возможного своевременного выбрасывания её задним ходом на берег. НШ бригады организовал аварийную партию с целью спуститься в ПЛ через кормовой люк и попытаться герметизировать прочный корпус, пустить водоотливные средства, но дальше 7-го отсека ей пройти не удалось, в 03:04 ПЛ затонула у пирса на глубине 13 м с дифферентом 5 градусов на нос, с креном 18 градусов на левый борт.

## Командиры
1. ..?..
- Ляхов Э. А. (13.06.1972 — 1974);
- Гордеев И. И. (1974—1975)
- Иванов С. Н. (1980 — 09.1982);
- Соколов В. Н. (09.1982 — 1984);
- Мотрич А. Д. (1984—1987);
- Капустин В. А. (..1988 — 1990);
- Петров С. Н. (1990 — 10.1991).